# Zusatztank
Ein Zusatztank ist ein Kraftstofftank, der zusätzlich zum Haupttank an oder in Luft- oder Kraftfahrzeugen befestigt wird. Der Zusatztank dient dabei in der Regel zur Erhöhung der mitgeführten Treibstoffmenge, um so den Zeitraum zwischen zwei Betankungsvorgängen zu vergrößern und so z. B. die Reichweite zu erhöhen.

## Anwendungsformen
Hauptsächlich werden Zusatztanks bei Flugzeugen und dort im militärischen Bereich eingesetzt. Weitere Anwendungen kommen meist nur in Ausnahmesituationen zum Einsatz.

### Abwurftank
Abwurftanks gehören seit dem Zweiten Weltkrieg bei Kampfflugzeugen zu den Ausrüstungsvarianten. Sie verschlechtern die Flugleistungen und werden deswegen bei Kontakt mit Feindflugzeugen abgeworfen.

### Conformal Fuel Tank
An die Flugzeugform angepasste Zusatztanks, (Conformal fuel tanks), beeinträchtigen die Flugleistungen weniger und lassen zudem Aufhängepunkte frei für Waffen und Sensorik. Conformal fuel tanks sind nicht abwerfbar.

### Überführungstank
Überführungstanks aus Kunststoff werden vor allem bei zivilen Flugzeugen in der Kabine mitgeführt und können nach der Entleerung platzsparend transportiert werden.
Im militärischen Bereich werden kaum Überführungstanks eingesetzt, stattdessen kommt bei Langstreckenflügen die Luftbetankung zum Einsatz.

### Anwendungen bei Kraftfahrzeugen
Es existieren bei Motorfahrzeugen Zusatztanks, die mit anderen Treibstoffarten befüllt werden. So wird z. B. bei Kraftfahrzeugen, die mit Pflanzenöl betrieben werden, in der Startphase mit Dieselkraftstoff gefahren und erst später auf Pflanzenöl umgeschaltet. Auch mit Autogas betriebene Fahrzeuge hatten einen Tank mit normalem Benzin.
Frühere russische Panzer konnten ihre Zusatztanks abwerfen.